# Хёне, Миа
Ми́а Хёне (нем. Mia Höhne; род. 29 сентября 2000, Людвигсхафен-ам-Райн, Рейнланд-Пфальц) — немецкая кёрлингистка.
Играет на позиции четвёртого. Скип своей команды.
В составе женской сборной Германии участвовала в чемпионатах Европы и мира.

## Достижения
- Чемпионат Европы по кёрлингу: бронза (2021).

## Команды
| Сезон                                               | Четвёртый    | Третий      | Второй             | Первый          | Запасной           | Тренер                             | Турниры                                                       |
| --------------------------------------------------- | ------------ | ----------- | ------------------ | --------------- | ------------------ | ---------------------------------- | ------------------------------------------------------------- |
| 2015—16                                             | Майке Беер   | Эмира Аббес | Миа Хёне           | Лена Капп       | Клара-Гермина Фомм | Геза Ангрик                        | ЧМЮ-Б 2016 (11 место)                                         |
| 2016—17                                             | Майке Беер   | Миа Хёне    | Laura Mayrhans     | Лена Капп       | Fiona Wunderlich   | Хольгер Хёне                       | ЧМЮ-Б 2017 (5 место)                                          |
| 2017—18                                             | Миа Хёне     | Лена Капп   | Laura Mayrhans     | Sophia Roesel   | Leonie Schöberl    | Хольгер Хёне                       | ЧМЮ-Б 2018 (5 место)                                          |
| 2018—19                                             | Миа Хёне     | Лена Капп   | Laura Mayrhans     | Leonie Schöberl | Fiona Wunderlich   | Хольгер Хёне                       | ЧМЮ-Б 2019 (янв.) (5 место)                                   |
| 2018—19                                             | Даниэла Йенч | Эмира Аббес | Клара-Гермина Фомм | Аналена Йенч    | Миа Хёне           | Ули Капп, Маттиас Симон            | ЧМ 2019 (9 место)                                             |
| 2019—20                                             | Даниэла Йенч | Эмира Аббес | Клара-Гермина Фомм | Аналена Йенч    | Миа Хёне           | Кит Вендорф                        | ЧЕ 2019 (5 место)                                             |
| 2019—20                                             | Миа Хёне     | Лена Капп   | Kim Sutor          | Zoe Antes       |                    |                                    |                                                               |
| 2020—21                                             | Даниэла Йенч | Миа Хёне    | Клара-Гермина Фомм | Аналена Йенч    | Эмира Аббес        | Ули Капп, Juliane Straehle         | ЧМ 2021 (9 место)                                             |
| 2021—22                                             | Даниэла Йенч | Эмира Аббес | Миа Хёне           | Аналена Йенч    | Клара-Гермина Фомм | Хольгер Хёне, Ули Сутор (квал-ЗОИ) | ЧЕ 2021 · ЗОИ 2022 (квал. 2021) (6 место) · ЧМ 2022 (9 место) |
| 2022—23                                             | Даниэла Йенч | Эмира Аббес | Пиа-Лиза Шёлль     | Аналена Йенч    | Миа Хёне           | Ули Капп, Даниэль Херберг          | ЧЕ 2022 (7 место)                                             |
| 2023—24                                             | Эмира Аббес  | Миа Хёне    | Лена Капп          | Майке Беер      | Пиа-Лиза Шёлль     | Ули Капп                           | ЧЕ 2023 (10 место)                                            |
| Кёрлинг среди смешанных пар (mixed doubles curling) |              |             |                    |                 |                    |                                    |                                                               |
| 2019—20                                             | Миа Хёне     | Бенни Капп  |                    |                 |                    |                                    | [ 3 ]                                                         |

(скипы выделены полужирным шрифтом)

## Частная жизнь
Из семьи кёрлингистов. Её отец Хольгер Хёне — кёрлингист и тренер, участник зимних Олимпийских игр 1998, 2006 и 2010, призёр чемпионатов мира, чемпион и призёр чемпионатов Европы.